# Luis Jiménez de Asúa

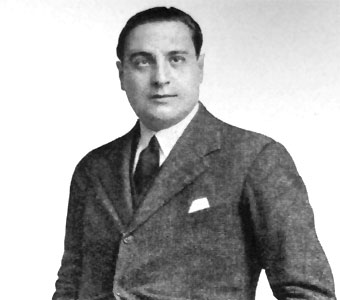
Luis Jiménez de Asúa

Luis Jiménez de Asúa (Madrid, 19 aprile 1889 – Buenos Aires, 16 novembre 1970) è stato un giurista, diplomatico e politico spagnolo durante la Seconda Repubblica spagnola.

## Carriera politica
Nel 1931 fu scelto deputato delle Corti Costituenti del Governo Spagnolo facendo parte dell'ala moderata del PSOE, il Partito Socialista Spagnolo, del quale, nel giugno del 1936, fu eletto vicepresidente della Commissione Esecutiva.
Il 12 marzo dello stesso anno, Jiménez de Asúa era stato preso di mira da uno dei primi attentati di matrice falangista della storia, rimanendo illeso.
Durante la guerra civile spagnola, rappresentò  la Spagna alla Società delle Nazioni e in molte missioni diplomatiche in Polonia e in Cecoslovacchia.
Terminata la guerra si esiliò on Argentina, dove continuò la sua carriera di docente all'Università Nazionale di La Plata e all'Università Nacional del Litoral fino al golpe militare del 1966.
Durante quest'esilio, fu eletto Presidente del Congresso dei Deputati in esilio dal 1945 al 1970 e, nel 1962, fu eletto Presidente della Repubblica Spagnola in esilio, mandato che durò fino al 1970.